# Amerikansk ibisstork
Amerikansk ibisstork (Mycteria americana) är en av tre amerikanska arter storkfåglar och den enda förekommande i Nordamerika. Den förekommer från södra USA via Västindien och Centralamerika till stora delar av Sydamerika. Arten är vida spridd och talrik, men minskar i antal, dock inte tillräckligt kraftigt för att anses vara hotad.

## Utseende

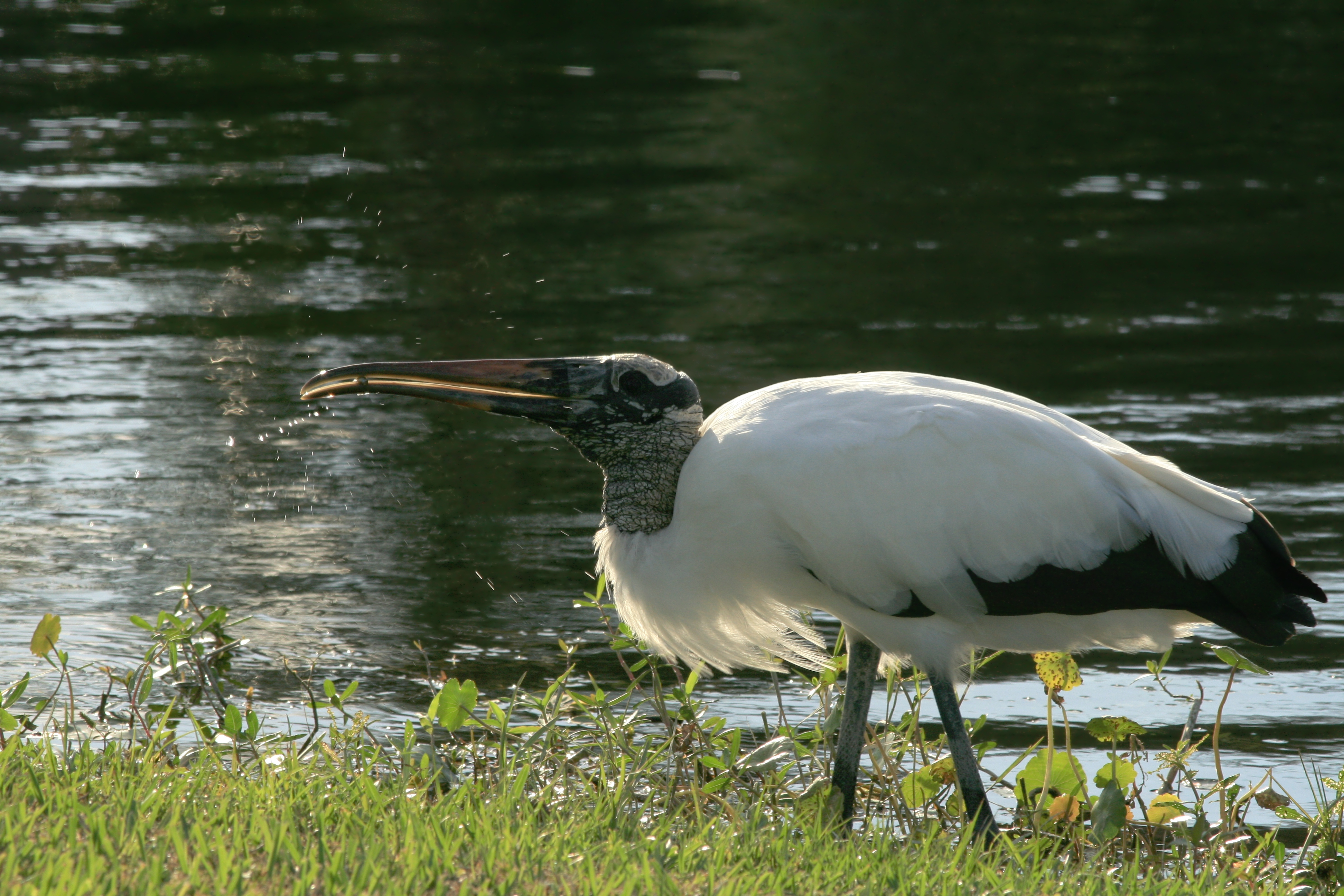
Småfisk är vanlig som föda

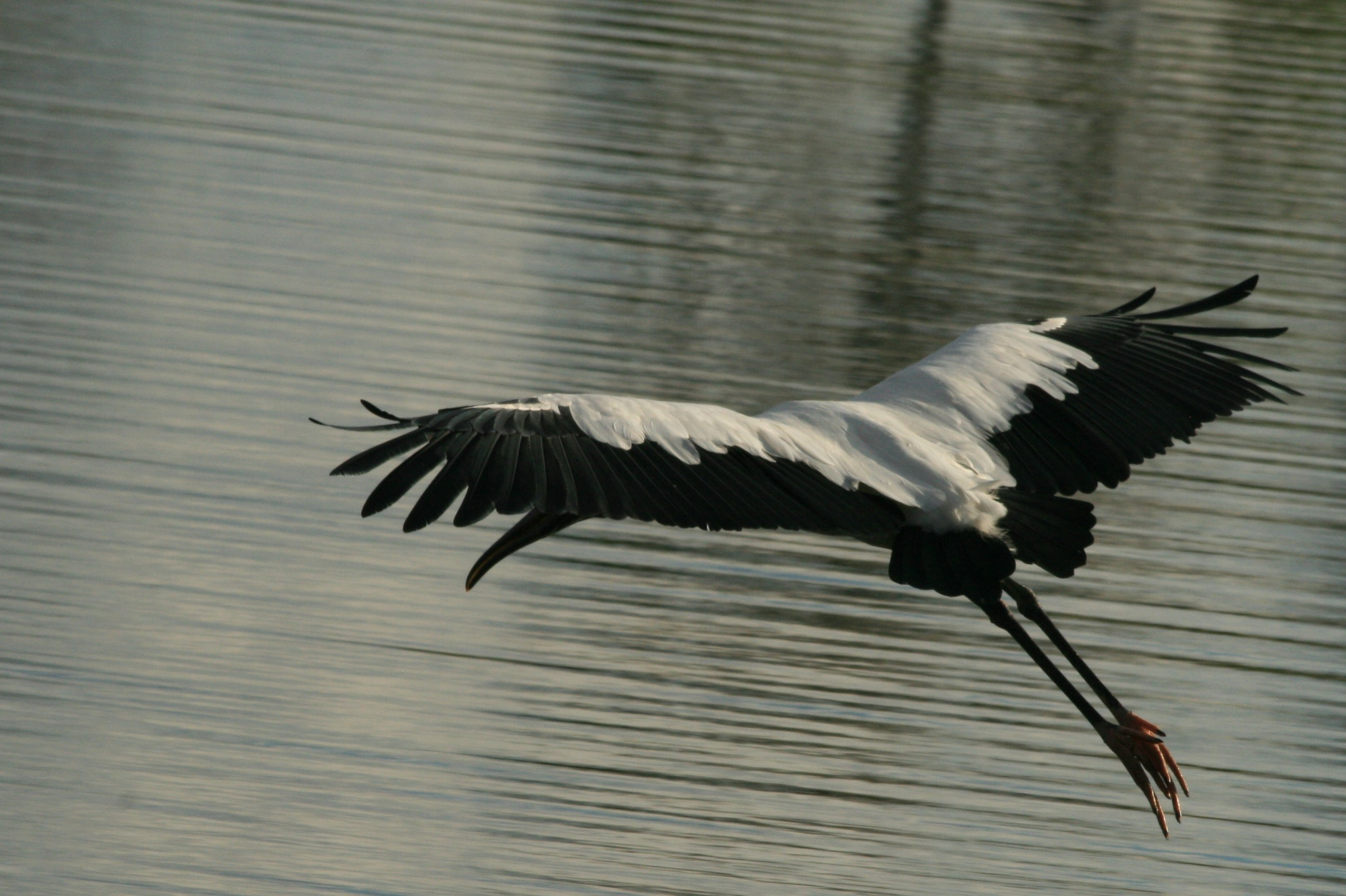
Stjärten och flygfjädrarna är svarta.

Den amerikanska ibisstorken är 85–115 centimeter lång med ett vingspann på 150–175 centimeter. Den väger i regel 2050-2640 g. Huvudet och halsen saknar fjädrar och är gråsvarta. Näbben är lång, böjd och mörk. Fjäderdräkten är vit med svarta vingpennor och svart stjärt. Juvenila fåglar har gulaktig näbb och gråa fjädrar på huvud och hals. Amerikansk ibisstork uppträder ofta på hög höjd i flock.

## Utbredning och systematik
Amerikansk ibisstork återfinns från Argentina i söder genom stora delar av Sydamerika till Centralamerika och Västindien, och norrut till södra USA. Den behandlas som monotypisk, det vill säga att den inte delas in i några underarter.

### Släktskap
Släktskapen arterna emellan inom Mycteria är oklara. Anatomiska studier placerar amerikansk ibisstork som systerart till artparet afrikansk och indisk ibisstork, medan den enligt studier av mitokondrie-DNA liksom beteende och morfologi är den mest avvikande arten i släktet.

## Ekologi
Amerikansk ibisstork återfinns oftast vid grunt sötvatten såsom dammar, sumpmark, mangroveträsk och översvämmade odlingar. Födan består av fisk, små reptiler, amfibier och kräftdjur. Jakten sker i grunt vatten genom att röra upp bottenslam med fötterna och svepande rörelser föra näbben halvöppen i vattnet, i jakt efter byte och sedan stänga den på 1/40 sekund vid kontakt med byte. Den kan också hitta byten med hjälp av synen. Det är effektivast för den att födosöka om vattenståndet är 15–25 centimeter högt, eftersom födan då koncentreras till en mindre volym.

### Häckning
Häckningen sker i träd i kolonier. Boet byggs av honan av material som hanen hämtar. Äggen är vita, tre till fem till antalet och ruvas i en månad. Under häckningssäsongen kräver en storkfamilj 200 kilogram fisk och andra bytesdjur. Om födotillgången tryter, överges ungarna.

## Status
Känsligheten för förändrade vattennivåerna är ett hot mot arten, men eftersom utbredningsområdet är förhållandevis stort och populationen inte är särskilt liten så kategoriseras arten idag som livskraftig av IUCN, även om arten minskar i antal. Världspopulationen uppskattas till 450 000 vuxna individer.